# 剛球少女
『剛球少女』（ごうきゅうしょうじょ）は、原作：田中誠一、作画：千葉きよかずによる日本の野球漫画。

## 概要
実業之日本社発行の『週刊漫画サンデー』に2002年1月8日・15日合併号から2003年10月7日号まで連載された。全88話。単行本は2002年から2004年にかけて全8巻が刊行された。ナックルボールを決め球とし男子選手と共にプレーする女子選手という点で本作主人公と共通点を持つ吉田えり投手が注目を浴びた2009年、コンビニコミック版全4巻が刊行された。なお、単行本の表紙などにおいて「剛球少女」のタイトルの横にやや小さい字体で「甲子園に賭けた夢」との表記があるため、本作が「剛球少女 甲子園に賭けた夢」と紹介される場合があるが、単行本奥付の書名や実業之日本社サイトのコミックス詳細ページの記載は単に「剛球少女」となっているため、本項では「剛球少女」を本作のタイトルとして扱う。

## あらすじ
名投手だった亡父・夏川啓吾から幼い頃より野球の英才教育を受けた麻生遥は、啓吾の言葉「あきらめない限り夢は叶う」を信条とし、女子は高校野球公式戦への出場が認められていないにもかかわらず啓吾の足跡を追って、かつて啓吾がエースとして在籍し全国制覇を成し遂げた港北大学付属湘南高等学校野球部に入部する。監督、部員、さらには女子マネージャーまでもが遥に辛く当たるが、強豪校との練習試合で遥が熱投を繰り広げたことにより皆に認められ、全員一丸となって甲子園を目指す。

## 主な登場人物

### 港北大学付属湘南高等学校
麻生 遥（あそう はるか）
1年生、投手。左投左打。投球フォームはトルネード。打者の手元で伸びるストレートと、狙ったコースに決められるナックルが武器。
島本 一平
3年生、捕手、主将。右投右打。相手打者の弱点を的確に見抜く能力を持つ。遥の実力を最も早く認め、精神的にも支えになる。当初は下位打線だったが遥に触発されトレーニングを積み三番打者となる。
鏡
3年生、投手、一塁手。右投右打。サイドスロー。打力はチーム一だが当初はエースだったため六番を打っていた。遥にエースの座を譲ってからは、普段は一塁を守って四番を打ち、場合によってマウンドに上がる。
平瀬
1年生、遊撃手。右投右打。背が低いが遥と共に一年からベンチ入りメンバーに選ばれ、俊足を買われて一番打者となる。口癖は「クソッタレ」だが罵声とは限らず、味方の美技にもこの言葉が出る。左右の眉毛が完全に繋がっている。
鉄羅
監督。啓吾が港湘に在学していた当時も監督だった。遥の野球への情熱に心を動かされ、女子の出場を認めるよう大会関係者に働きかけていく。
飯塚 健
コーチ、元捕手。啓吾の2年先輩。港湘在学中、そしてプロ入りしてからも啓吾とバッテリーを組んだ。プロ引退後、母校のコーチに就任する。
神乃
校長。学校経営のために遥を広告塔として利用しようと考え、当初遥の入部は認めたものの試合に出す気はなかった鉄羅監督に対し、練習試合で遥に登板機会を与えるように命じる。

### 横浜義塾高等学校
古毛堂 剛（こもどう つよし）
3年生、三塁手、主将。右投右打。入部当初は深夜に一人素振りをするなど根性で強くなろうとしていたが、橘監督の指導によって徹底的な筋力トレーニングを行い、高校ナンバーワンと言われる強打者に成長する。
山根 健作
1年生、投手。右投右打。190cmの長身の速球投手。中学時代に遥と対戦した試合で制球の乱れから初回に大量の押し出し点を与えてしまい、監督から横塾への推薦をもらえなくなったため、甲子園への夢を諦めそうになるが、遥に励まされてやる気を取り戻す。
長谷川
3年生、横塾のエース。右投右打。フォークボールが決め球。
金城 充
右アンダースローの投手。シンキング・ファストボールと呼ばれる癖球でバットの芯を外す投球を得意とし、防御率0.00を誇る。
竜 賢二
3年生、左オーバースローの投手。150km/hの速球を誇る抑えのエース。
橘
監督。鉄羅の大学の後輩。根性野球を否定し、マシンを使った近代的トレーニングを選手に行わせる。

### 関東三高
佐伯 譲
3年生、投手。左投左打。エースで四番。センバツベスト8を一人で投げ抜いた。母と2人で貧しい暮らしをしていたが、中学生の時にスカウトされ、学費免除の特待生として関東三高に入学し、さらに生活費の貸与も受けている。そのため野球を生活の手段と考え、高校生ながら強いプロ意識を持つ。

### 茅ヶ崎工芸高等学校
国貞
3年生、遊撃手。右打。あだ名はマメタン。身長約160cmと小柄だが、打撃練習ではバッティングケージから140m以上離れた校舎の窓ガラスを次々に打球で割ってしまうほどの強打者。高校入学時、身長が低すぎるため横塾などの強豪校からは全く相手にされなかったので普通の県立高校に入ったが、弱小野球部の中でただ一人、自分を相手にしなかった高校を打撃によって見返そうと闘志を燃やす。

### その他
夏川 啓吾
遥の父。22年前に港湘を全国制覇に導いたエースであり、その後プロ入りしてからもエースとして活躍したが、遥が7歳の時に八百長疑惑をかけられプロ野球界を追放される。復帰を諦めず一人でトレーニングを積み、自在に操れるナックルを編み出す。3年後に無実が証明されるが、復帰戦当日に交通事故で死亡。作中では回想シーンにのみ登場する。
麻生 優美
遥の母。女優。八百長事件の際に啓吾と離婚。
沢田 晋太郎
東洋スポーツの記者。かつて啓吾の球界復帰のために奔走した。遥が高校野球に挑んでいることを知り、女子の参加を認めさせるために奔走する。
円城寺
神奈川高野連会長。鉄羅とは旧知の仲。
牧村
日本高野連会長。沢田の記事に着目する。

## コミックス
マンサンコミックス（通常の単行本）
1. 2002年6月29日発売 ISBN 978-4-408-16669-8
2. 2002年10月29日発売 ISBN 978-4-408-16694-0
3. 2003年3月29日発売 ISBN 978-4-408-16728-2
4. 2003年6月28日発売 ISBN 978-4-408-16747-3
5. 2003年8月29日発売 ISBN 978-4-408-16760-2
6. 2003年10月29日発売 ISBN 978-4-408-16773-2
7. 2003年12月20日発売 ISBN 978-4-408-16786-2
8. 2004年2月28日発売 ISBN 978-4-408-16803-6

マンサンQコミックス（コンビニコミック）
1. 2009年3月7日発売 ISBN 978-4-408-17172-2
2. 2009年4月7日発売 ISBN 978-4-408-17183-8
3. 2009年5月7日発売 ISBN 978-4-408-17188-3
4. 2009年6月6日発売 ISBN 978-4-408-17193-7